# Eunica indigophana
Eunica indigophana är en fjärilsart som beskrevs av Felder 1861. Eunica indigophana ingår i släktet Eunica och familjen praktfjärilar. Inga underarter finns listade i Catalogue of Life.